# Montpeyroux, Puy-de-Dôme
Montpeyroux är en kommun i departementet Puy-de-Dôme i regionen Auvergne-Rhône-Alpes i centrala Frankrike. Kommunen ligger i kantonen Issoire som tillhör arrondissementet Issoire. År 2022 hade Montpeyroux 325 invånare.

## Befolkningsutveckling
Antalet invånare i kommunen Montpeyroux
| Referens: INSEE |